# Neuroom

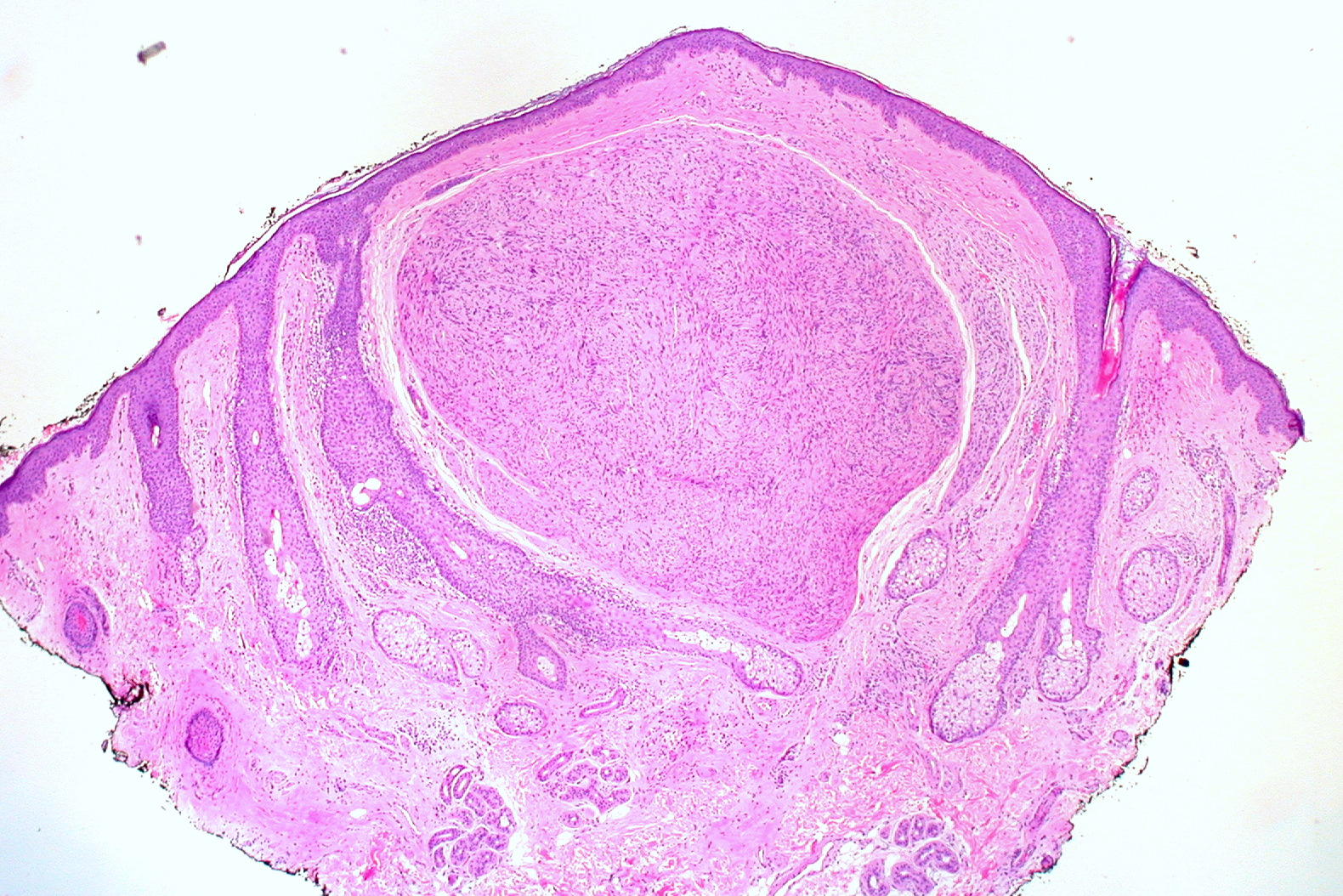
Neuroom

Een neuroom, ook wel neurinoom is een kleine, goedaardige woekering van zenuwweefsel die ontstaat op een plaats waar een zenuw beschadigd is, doordat de zenuwuitlopers blijven groeien in een poging hun aansluiting te hervinden maar daarvoor geen richting hebben. Hierbij ontstaat een kluwentje van zenuwvezels dat vaak als een enkele mm groot bobbeltje voelbaar is en meestal bij aanraking een gemene pijnscheut veroorzaakt. (Als hij geen pijn zou veroorzaken wordt een dergelijke kleine afwijking in het algemeen niet eens opgemerkt).
De beschadiging kan bijvoorbeeld het gevolg zijn van een val op een rand of van een operatie, waarbij in het litteken weleens neuroompjes ontstaan. 
Speciale vermelding verdient Mortons neuroom, dat soms ontstaat als een zenuwtje in de voet tussen twee middenvoetsbeentjes bekneld raakt. 

## Diagnose
Typerend is dat er een zeer klein, precies aan te geven gebiedje is waar druk pijn doet, meestal niet meer dan enkele mm groot. 

## Behandeling
Na chirurgische verwijdering komt het neuroompje meestal niet terug.